# Новополтавська сільська рада (Новобузький район)
Новополта́вська сільська́ ра́да — адміністративно-територіальна одиниця та орган місцевого самоврядування в Новобузькому районі Миколаївської області. Адміністративний центр — село Новополтавка.

## Загальні відомості
- Населення ради: 2 252 особи (станом на 2001 рік)

## Населені пункти
Сільській раді підпорядковані населені пункти:
- с. Новополтавка
- с. Єфремівка
- с-ще Полтавка
- с. Трояни

## Склад ради
Рада складається з 16 депутатів та голови.
- Голова ради: Яцина Петро Ананійович
- Секретар ради: Зуб Галина Іванівна

### Керівний склад попередніх скликань
| Прізвище, ім'я, по батькові | Основні відомості                                                                       | Дата обрання | Дата звільнення |
| --------------------------- | --------------------------------------------------------------------------------------- | ------------ | --------------- |
| Яцина Петро Ананійович      | Сільський голова, 1952 року народження, освіта середня спеціальна, член Народної партії | 26.03.2006   | 31.10.2010      |
| Яцина Петро Ананійович      | Сільський голова, 1952 року народження, освіта середня спеціальна, член Партії регіонів | 31.10.2010   |                 |

Примітка: таблиця складена за даними сайту Верховної Ради України

### Депутати
За результатами місцевих виборів 2010 року депутатами ради стали:

#### За суб'єктами висування
| Суб'єкт висування | Кількість обраних депутатів | %    |
| ----------------- | --------------------------- | ---- |
| Партія регіонів   | 11                          | 68,8 |
| Самовисування     | 5                           | 31,3 |

#### За округами
| № округу        | Прізвище, ім'я, по батькові    | Дата визнання обраним | Освіта  | Партійна приналежність | Відомості про обраного депутата                           |
| --------------- | ------------------------------ | --------------------- | ------- | ---------------------- | --------------------------------------------------------- |
| Партія регіонів |                                |                       |         |                        |                                                           |
| 1               | Черевач Ігор Анатолійович      | 03.11.2010            | вища    | член Партії регіонів   | Новополтавський елеватор, бухгалтер                       |
| 3               | Медвєдєва Оксана Петрівна      | 03.11.2010            | середня | член Партії регіонів   | Новополтавська загальноосвітня школа, вчитель             |
| 4               | Коценко Лариса Іванівна        | 03.11.2010            | вища    | член Партії регіонів   | Новополтавська сільська рада, землевпорядник              |
| 9               | Хвалько Сергій Максимович      | 03.11.2010            | вища    | член Партії регіонів   | ПОСП «Відродження», механік                               |
| 10              | Корнієнко Галина Василівна     | 03.11.2010            | середня | член Партії регіонів   | Новополтавський фельдшерсько-акушерський пункт, завідувач |
| 11              | Сушинська Наталія Ярославівна  | 03.11.2010            | середня | член Партії регіонів   | Амбулаторія с. Трояни, молодша медична сестра             |
| 12              | Зуб Галина Іванівна            | 03.11.2010            | вища    | член Партії регіонів   | Новополтавська сільська рада, секретар                    |
| 13              | Ігнатенко Валентина Іванівна   | 03.11.2010            | середня | член Партії регіонів   | пенсіонер                                                 |
| 14              | Лоєвський Іван Танасійович     | 03.11.2010            | середня | член Партії регіонів   | пенсіонер                                                 |
| 15              | Клюєв Юрій Іванович            | 03.11.2010            | середня | член Партії регіонів   | приватний підприємець                                     |
| 16              | Гетманчук Олена Григорівна     | 03.11.2010            | середня | член Партії регіонів   | тимчасово не працює                                       |
| Самовисування   |                                |                       |         |                        |                                                           |
| 2               | Абрамов Сергій Григорович      | 03.11.2010            | вища    | позапартійний          | приватний підприємець                                     |
| 5               | Курочкін Олександр Олексійович | 03.11.2010            | середня | позапартійний          | приватний підприємець                                     |
| 6               | Коценко Юрій Іванович          | 03.11.2010            | вища    | позапартійний          | тимчасово не працює                                       |
| 7               | Луста Наталія Михайлівна       | 03.11.2010            | вища    | позапартійна           | Новополтавська амбулаторія, сімейний лікар                |
| 8               | Омелян Іван Михайлович         | 03.11.2010            | середня | позапартійний          | Одноосібник                                               |